# Скауты Ловата
Скауты Ловата (англ. Lovat Scouts) — формирование Британской армии, образованное во Вторую англо-бурскую войну как полк шотландского йоменства Хайленда. Имя получило в честь основателя, лорда Ловата. Первое в истории британской армии подразделение, которое носило маскировочные костюмы, и первое подразделение снайперов Британской армии (известные как шарпшутеры). Скауты участвовали в Первой и Второй мировых войнах, ныне они составляют роту A «Скауты Ловата» 2-го батальона 51-го хайлендского добровольческого полка.

## История

### Образование
Полк создан в январе 1900 года для участия во Второй англо-бурской войне. Полку присвоили имя «Скауты Ловата» по имени его командира и покровителя Саймона Фрейзера, 14-го лорда Ловата. Изначально его набирали из йоменов и охотников Хайленда. Де-факто командиром полка был американец майор Фредерик Рассел Бёрнхем, основатель скаутского движения, и лорд Фредерик Робертс. Они называли скаутов Ловата «наполовину волками, наполовину зайцами». Скауты были меткими стрелками, умевшими маскироваться и знавшими прекрасно тактику, а также отличными лесорубами, которые готовы были в любой момент принять бой, но всегда старались действовать скрытно. Их негласным девизом было высказывание «Тот, кто стреляет и убегает, доживёт до того, чтобы выстрелить и на следующий день» (англ. He who shoots and runs away, lives to shoot another day). Считается, что скауты Ловата первыми стали носить маскировочные костюмы.
Скауты Ловата были частью полка Чёрной стражи, однако в июле 1901 года их расформировали. Две роты стали 113-й и 114-й ротой Имперских йоменов. После окончания Второй англо-бурской войны в июне 1902 года обе роты вернулись в Великобританию через два месяца на борту судна SS Tintagel Castle и были расформированы. Через год скаутов снова сформировали, их численность составляла два полка — 1-й полк скаутов Ловата и 2-й полк скаутов Ловата. На основе этих скаутов появился первый отряд метких стрелков (шарпшутеров), ставший первым снайперским подразделением Британской армии. В августе 1902 года полк был расформирован, но затем в марте 1903 года был восстановлен под названием Скауты Ловата Имперских йоменов (англ. Lovat's Scouts Imperial Yeomanry), а в апреле 1908 года вернул себе исконное наименование скаутов Ловата. База скаутов находилась недалеко от города Бьюли на Кроярд-Роуд (ныне снесена).

### Первая мировая война
Согласно Акту о территориальных и резервных войсках от 1907 года, учреждались Территориальные силы Великобритании, которые несли воинскую службу на территории самой страны в военное время и не имели права служить за пределами Великобритании. Однако 4 августа 1914 года после начала Первой мировой войны многие члены Территориальных сил записались добровольцами в Имперскую службу. В августе и сентябре 1914 года их разделили на две группы: подразделения 1-й линии, которые могут нести службу за рубежом, и подразделения 2-й линии, предназначенные для нежелающих или неспособных служить за рубежом. Позже были образованы и подразделения 3-й линии, которые занимались обучением солдат из подразделений 1-й и 2-й линии и готовили резервистов.

#### 1/1-й и 1/2-й полки скаутов Ловата (1-я линия)
Полки 1-й линии были образованы в августе 1914 года. Они высадились 26 сентября 1915 года в Галлиполи в составе 2-й ездящей дивизии. В декабре оба батальона эвакуировали в Египет, вернув в составе 2-й бригады на Западный фронт, а 27 сентября 1916 года объединили их в 10-й батальон скаутов Ловата, вошедший в состав полка Личных Её Величества камеронских хайлендеров. 28 октября 1916 года 10-й батальон совершил высадку в Салониках под командованием 82-й бригады в 27-й дивизии, а 6 июля 1918 года вошёл в состав войск по охране коммуникаций во Франции.

#### 2/1-й и 2/2-й полки скаутов Ловата (2-я линия)
Полки 2-й линии были образованы в сентябре 1914 года. В январе 1915 года вошли в 2/1-ю Хайлендскую горную бригаду, с декабря 1915 года несли службу в Норфолке. 31 марта 1916 года все горные бригады были объединены в 1-ю горную бригаду, которая вошла в состав 1-й горной дивизии в Норфолке. В июле того же года 1-ю горную дивизию преобразовали в 1-ю велосипедную дивизию (англ. 1st Cyclist Division), а горнострелковые полки стали полками велосипедной пехоты в 1-й велосипедной бригаде из дивизии, штаб которой находился в Сомерлейтоне рядом с Лоустофтом. В ноябре 1916 года 1-я велосипедная дивизия была расформирована, из её полков (2/1-го и 2/2-го) был создан 1-й (ловатских скаутов) йоменский велосипедный полк (англ. 1st (Lovat's Scouts) Yeomanry Cyclist Regiment), подчинявшийся 1-й велосипедной бригаде. В марте 1917 года оба полка были восстановлены и расквартированы в Горлстоуне. В июле 1917 года штабом полков стал Бекклз, где они служили до конца войны.

#### 3/1-й и 3/2-й полки скаутов Ловата (3-я линия)
Полки 3-й линии образованы в июле 1915 года в Бьюли, подчинялись Резервному кавалерийскому полку гарнизона Олдершота. Они занимались подготовкой солдат полков 1-й и 2-й линии. В июне 1916 года оба полка перебрались в шотландский Перт. В январе 1917 года оба полка были расформированы, личный состав отправлен в полки 2-й линии или 3-й (резервный) батальон Личных Её Величества камеронских горцев в Инвергордоне.

### Межвоенные годы
В послевоенные годы комиссия определяла размер Территориальной армии, преобразованной 1 октября 1921 года. Опыт Первой мировой войны показал, что кавалерия устарела, и только 14 самых старых полков было принято оставить в качестве кавалерийских. Восемь полков кавалерии были преобразованы в роты бронеавтомобилей при Королевском танковом корпусе, один полк сократили до артиллерийской батареи, ещё один вошёл в состав батальона пехоты, ещё один преобразовали в полк связи, а два были расформированы. 25 других кавалерийских полков преобразовали в бригады Королевской полевой артиллерии в 1920—1922 годах. Скауты Ловата были сокращены до размеров одного полка, но сохранили лошадей как разведывательное подразделение (то же было дозволено и Шотландскому конному полку).

### Вторая мировая война

#### Прибытие в Канаду
В мае 1940 — июне 1942 годов скауты Ловата несли гарнизонную службу на Фарерах, готовясь к возможному немецкому вторжению. Проведя некоторое время в Северной Шотландии и Уэльсе на учениях, полк был направлен в декабре 1943 года в национальный парк Джаспер в Скалистых горах Канады, где им предстояло обучиться ведению боя в снежной и горной местности с использованием лыжного и горного обмундирования. Согласно воспоминаниям Эдмунда Уигрема (англ. Edmund Wigram), 27 декабря 1943 года бойцы скаутов Ловата отплыли из Ливерпуля на борту судна «Мавритания», прибыв примерно через 8 дней в Нью-Йорк (6 января). До подготовки поезда в Джаспер они не сходили с борта судна, пока не отправились на Центральный вокзал: их встретили в присутствии оркестра и женщин из Американского Красного Креста, которые передали им большое количество сувениров и подарков. Оттуда они отправились в город Джаспер на двух поездах, прибыв туда 9 января.
Подготовка парка к учениям началась ещё 5 января. Для обеспечения должной подготовки административный корпус парка был превращён в жилые помещения, здание гольф-клуба — в офицерскую столовую, а конференс-рум — в солдатскую столовую. Прачечная была временно переоборудована под склад для лыж, а одно из новых зданий стало играть роль госпиталя на 50 коек. В дальнейшем бойцов размещали в лагерях у подножья горы Эдит Кэвелл, в Тонкинской долине, у озера Малайн, в долине у вершины Вотч-Тауэр и на Колумбийском ледниковом поле. После прибытия бойцам выдали американское горное снаряжение, в том числе лыжные ботинки с резиновой подошвой, носки, свитера, утеплённые куртки, рюкзаки и лыжи, а также камусы и альпинистские кошки. В учениях приняли участие около 600 человек, программу подготовки разработал командир крыла Фрэнк Смайт (англ. Frank Smythe), который участвовал в 1933 году в попытке покорения Эвереста.

#### Учения
Базовое обучение включало бег на лыжах (в том числе по пересечённой местности), восхождение в горы по снегу и льду, разные навыки выживания и спасение застрявшего в трещине альпиниста. Изначально обучение по бегу на лыжах должно было проходить на поле для гольфа, однако из-за нехватки снега на малых высотах обучение велось на снежных склонах. После базового обучения бойцы занимались покорением таких сложных вершин, как Уистлерс и Сайнал: уже в течение первых трёх недель около 10% личного состава получили разные повреждения от переломов и сотрясений мозга до растяжений, случаев обморожения и временной слепоты. Считается, что за первые дни обучения пострадали около 30 человек. На вершине Найджел-Пик 20 января в результате схода лавины погиб капрал Александр Колли (англ. Alexander Collie); ещё один попавший под лавину, капрал Ангус Кэмерон, выжил, но через час после схода обнаружил тело замёрзшего насмерть Колли (тот был похоронен через четыре дня на небольшом загородном кладбище). В середине марта шесть человек из патруля численностью 40 человек были отправлены в больницу с подозрениями на обморожение. Всего в ходе учений пострадали около 50 человек. 
На Колумбийском ледниковом поле бойцы устанавливали палатки и даже ночевали в ямах, вырытых в снегу: требовалось два часа, чтобы выкопать яму на шесть человек, в которой можно было бы спокойно спать в условиях температуры ниже ноля и на большой высоте. Припасы доставлялись в лагерь разными способами в зависимости от доступности места, где находились бойцы: на небольших высотах их доставляли с помощью вьючных животных, а на больших высотах уже сбрасывали с самолёта или привозили на снегоходах Армии США. Вместе с инструкторами из Канады и США бойцы скаутов Ловата учились также сооружать снежные импровизированные жилища. Из вершин, которые покоряли бойцы, выделялись также Коламбия, Китченер, Андромеда и Найджел-Пик, в то время как три восхождения на Бениннгтон потерпели неудачу. Восхождения на лыжах велись в полном обмундировании общей массой 13,6 кг. При этом для поддержания высокого уровня бойцов им предлагалось хорошее питание суммарным объёмом 6000 калорий в день на человека (в том числе стейк и лосось): благодаря этому питанию удалось предотвратить склонность бойцов к браконьерству. 
Собираясь у костров, бойцы пели вместе со своими франкоканадскими и шотландскими инструкторами разные песни, развлекая друг друга. Также в Джаспере солдаты встречались с местными жителями — потомками шотландских переселенцев и этническими шотландцами, ведя с ними задушевные беседы в аптеке Ольсона (англ. Olson's Drugstore), где можно было заказать чашку кофе и даже послушать радио, а также петь разные песни. Помимо этого, солдаты посещали Театр Шаба и каток Биг Джен. Бойцы скаутов Ловата закупались в городе редкими товарами, храня их в специальном складе на базе. Некоторым солдатам даже разрешалось навестить своих родственников, проживавших в Канаде.

#### Возвращение в Европу
В конце апреля полк должен был отправиться поездом в Галифакс, откуда ему предстояло вернуться на родину. Их отправление было задержано тем, что два человека заболело скарлатиной, из-за чего ещё четыре недели бойцы провели на карантине в Квебеке. За сутки до отправления бойцов на родину сгорел склад, где хранились купленные ими товары (в том числе приобретаемые для жён и подруг нейлоновые чулки), однако местные жители собрали средства на покупку сувениров для бойцов. Предполагалось, что пожар случился из-за возгорания плиты, на которой разогревался чай. Возвращение также задержалось из-за того, что в день отъезда было ограбление ювелирного магазина: всех солдат обыскали, но похищенные драгоценности так и не были обнаружены. 22 апреля 1944 года после трёхмесячного курса обучения скауты Ловата отправились в Галифакс, откуда затем на корабле отплыли в Великобританию.
Бойцы скаутов Ловата вернулись в Ливерпуль, а оттуда в июле 1944 года были направлены в итальянский Неаполь, вступив в бои против немецких частей. Полк сыграл важную роль в одержанных в последние месяцы войны победах над немцами. Части полка, входившие в состав 10-й индийской пехотной дивизии, 2-го польского корпуса и Еврейской бригады, участвовали в заключительных боях в Италии и принятии капитуляции немецких частей в мае 1945 года. Также бойцы приняли участие в переходе через водопад у Монте-Кассино. Всего в Италии погибло около 50 солдат полка.

### После войны
В послевоенные годы скауты охраняли арестованных высокопоставленных чиновников НСДАП, неся постоянную службу в Бреннерском перевале (Австрия). В начале 1946 года полк перелетел в Грецию в Салоники, где во время гражданской войны оказывал помощь властям Греции в борьбе против коммунистических партизан. После преобразования Территориальной армии в 1947 году полк скаутов Ловата был сокращён до эскадрона C (скаутов Ловата) Шотландской конницы, входившей в Королевский бронетанковый корпус. В 1949 году эскадрон получил наименование 677-й полк горной артиллерии, Королевская артиллерия (скауты Ловата) (англ. 677th Mountain Artillery, RA (Lovat Scouts)), а в 1950 году получил новое наименование 540-й лёгкий полк зенитной артиллерии, Королевская артиллерия (скауты Ловата) (англ. 540th Light Anti-Aircraft Regiment, RA (Lovat Scouts)).
В 1967 году сокращение расходов на оборону привело к очередному преобразованию подразделения: он стал называться рота A (скауты Ловата) и вошёл в состав 2-го батальона 51-го добровольческого хайлендского полка. Роту разделили на два отдельных взвода в 1981 году, распределив по двум ротам 51-го полка, а в 1995 году оба взвода отправили в 3-й (добровольческий) батальон полка хайлендеров (Сифорта, Гордона и Камерона). В 1999 году остался взвод скаутов Ловата роты C горцев 51-го хайлендского полка. С 2012 года правопреемником скаутов считается Оркнейская отдельная кадетская батарея скаутов Ловата Королевской артиллерии (англ. Orkney Independent Cadet Battery (RA) Lovat Scouts).

## Память
- По британским традициям, воинские почести присваиваются тем частям, которые проявили себя в различных боях, и представляют собой нанесение символического названия сражения на штандарт полка. Скаутам Ловата присвоены следующие почести — South Africa 1900-02, The Great War: France and Flanders 1916-18, Macedonia 1916-18, Gallipoli 1915, Egypt 1915-16[1].
- Композитором Джеймсом Скоттом Скиннером[англ.] написана композиция «The Lovat Scouts» для квикстепа и страспея[24].
- В городе Бьюли[англ.] на городской площади установлен памятник скаутам Ловата[25].

## Комментарии
1. ↑  Основным воинским подразделением Королевской артиллерии считается артиллерийская батарея[11]. Несколько батарей образовывали бригады по тому же принципу, как и несколько пехотных батальонов или кавалерийских полков. В начале Первой мировой войны бригада полевой артиллерии состояла из штаба (4 офицера и 37 солдат), трёх батарей (5 офицеров, 193 солдата) и колонн бригадных боеприпасов (4 офицера, 154 солдата)[12]. Общая численность артиллерийской бригады насчитывала 800 человек при 1000 человек в пехотном батальоне и 550 человек в кавалерийском полку. Как и пехотным батальоном, артиллерийской бригадой командовал подполковник. Артиллерийские бригады снова стали полками в 1938 году.